# Camponotus tortuganus
Camponotus tortuganus é uma espécie de inseto do gênero Camponotus, pertencente à família Formicidae.